# Provinciale weg 459
De provinciale weg 459 (N459) is een provinciale weg in de provincie Zuid-Holland. De weg vormt een verbinding tussen Reeuwijk-Brug bij de aansluiting op de A12 richting Utrecht en Den Haag en de N11 bij Bodegraven.
De weg is uitgevoerd als tweestrooks-gebiedsontsluitingsweg met buiten de bebouwde kom een maximumsnelheid van 80 km/h. De weg draagt de straatnamen Goudsestraatweg en Goudseweg. Omdat knooppunt Bodegraven van de A12 geen verbinding biedt voor verkeer vanaf de N11 richting Den Haag, dient het verkeer dat vanuit de richting Alphen aan den Rijn in die richting wil, gebruik te maken van de N459.
De provincie Zuid-Holland is verantwoordelijk voor het beheer van de N459.